# Бубка, Сергей Сергеевич
Сергей Сергеевич Бубка (родился 10 февраля 1987 года в Донецке, Украинская ССР, СССР) — украинский теннисист, сын прыгуна с шестом Сергея Бубки.
- Экс-4-я ракетка мира в юниорском рейтинге.

## Биография
Из спортивной семьи: отец Сергей Бубка и дядя Василий Бубка — титулованные прыгуны с шестом; младший брат Виталий пробовал себя в профессиональном теннисе, мать Лилия Фёдоровна тренер по художественной гимнастике.
Начал играть в теннис в семь лет в Донецке. Предпочитает играть на хардовом покрытии в зале.
Владеет английским и французским языками.
1 ноября 2012 года выпал из окна третьего этажа здания на авеню де Камоэнса в 16-м округе Парижа и с большим количеством переломов поступил в больницу Жоржа Помпиду.

## Рейтинг на конец года в одиночном разряде
- 2012 — 187
- 2011 — 148
- 2010 — 321
- 2009 — 262
- 2008 — 272
- 2007 — 480
- 2006 — 371
- 2005 — 822

## Выступления на турнирах

### Финалы челленджеров и фьючерсов в одиночном разряде (7)

#### Победы (2)
| Условные обозначения |
| Челленджеры (1+4)    |
| Фьючерсы (1+4)       |

| Титулы по покрытиям | Титулы по месту проведения матчей турнира |
| ------------------- | ----------------------------------------- |
| Хард (0+5)          | Зал (2+1)                                 |
| Грунт (0+3)         | Зал (2+1)                                 |
| Трава (0)           | Открытый воздух (0+7)                     |
| Ковёр (2)           | Открытый воздух (0+7)                     |

| №  | Дата           | Турнир          | Покрытие | Соперник в финале | Счёт       |
| 1. | 15 марта 2009  | Киото, Япония   | Ковёр(i) | Такао Судзуки     | 7-6(6) 6-4 |
| 2. | 31 января 2010 | Карст, Германия | Ковёр(i) | Йессе Хута Галунг | 6-1 6-4    |

#### Поражения (5)
| №  | Дата             | Турнир                  | Покрытие | Соперник в финале   | Счёт           |
| 1. | 18 ноября 2005   | Шеффилд, Великобритания | Хард(i)  | Александр Слабински | 6-7(5) 6-2 4-6 |
| 2. | 3 декабря 2006   | Вендрине, Чехия         | Хард(i)  | Джошуа Гудолл       | 4-6 2-6        |
| 3. | 14 сентября 2008 | Донецк, Украина         | Хард     | Игорь Куницын       | 3-6 3-6        |
| 4. | 31 июля 2011     | Астана, Казахстан       | Хард     | Михаил Кукушкин     | 3-6 4-6        |
| 5. | 5 августа 2012   | Ванкувер, Канада        | Хард     | Игорь Сейслинг      | 1-6 5-7        |

### Финалы челленджеров и фьючерсов в парном разряде (18)

#### Победы (8)
| №  | Дата            | Турнир                  | Покрытие | Партнёр                  | Соперники в финале                  | Счёт              |
| 1. | 16 октября 2005 | Черноморск, Украина     | Грунт    | Михаил Филима            | Николай Дячок Александр Недовесов   | 6-1 6-3           |
| 2. | 18 ноября 2005  | Шеффилд, Великобритания | Хард(i)  | Эндрю Кенно              | Том Рашби Бенедикт Стронк           | 6-3 6-4           |
| 3. | 3 июня 2007     | Пусан, Южная Корея      | Хард     | Джон-Пол Фруттеро        | Натан Хили Ян Мертль                | 4-6 7-6(5) [10-6] |
| 4. | 11 августа 2007 | Самарканд, Узбекистан   | Грунт    | Евгений Кириллов         | Ярослав Поспишил Адам Веймелка      | 6-3 6-2           |
| 5. | 4 июня 2011     | Простеёв, Чехия         | Грунт    | Адриан Менендес-Масейрас | Давид Марреро Рубен Рамирес-Идальго | 7-5 6-2           |
| 6. | 1 марта 2014    | Анталья, Турция         | Хард     | Сами Райнвайн            | Шон Берман Таккер Ворстер           | 1-6 7-6(5) [10-7] |
| 7. | 29 июня 2014    | Киев, Украина           | Хард     | Денис Молчанов           | Алексей Колесник Александр Лебёдин  | 6-3 6-2           |
| 8. | 27 июля 2014    | Астана, Казахстан       | Хард     | Марко Кьюдинелли         | Чжэнь Ти Хуан Лянцзи                | 6-3 6-4           |

#### Поражения (10)
| №   | Дата             | Турнир                        | Покрытие | Партнёр                  | Соперники в финале                         | Счёт              |
| --- | ---------------- | ----------------------------- | -------- | ------------------------ | ------------------------------------------ | ----------------- |
| 1.  | 4 июня 2006      | Черкассы, Украина             | Грунт    | Александр Недовесов      | Александр Красноруцкий Александр Кудрявцев | 3-6 6-4 2-6       |
| 2.  | 8 октября 2006   | Невер, Франция                | Хард(i)  | Павол Червенак           | Жан-Франсуа Башело Давид Гес               | 3-6 4-6           |
| 3.  | 1 сентября 2007  | Черкассы, Украина             | Грунт    | Александр Кудрявцев      | Даниэль Муньос-де ла Нава Сантьяго Вентура | 2-6 6-7(4)        |
| 4.  | 2 марта 2008     | Фару, Португалия              | Хард     | Владислав Клименко       | Фред Хеммес Михел Конинг                   | 3-6 7-6(5) [8-10] |
| 5.  | 18 мая 2008      | Наманган, Узбекистан          | Хард     | Владислав Клименко       | Чжэнь Ти Себастьян Ришик                   | 5-7 7-5 [5-10]    |
| 6.  | 13 июля 2008     | Рамат-ха-Шарон, Израиль       | Хард     | Михаил Елгин             | Йонатан Эрлих Энди Рам                     | 3-6 6-7(3)        |
| 7.  | 7 сентября 2008  | Черкассы, Украина             | Грунт    | Сергей Стаховский        | Михаил Елгин Александр Красноруцкий        | 4-6 5-7           |
| 8.  | 1 марта 2009     | Вольфсбург, Германия          | Ковёр(i) | Александр Кудрявцев      | Трэвис Реттенмайер Кен Скупски             | 3-6 4-6           |
| 9.  | 13 сентября 2009 | Алфен-ан-ден-Рейн, Нидерланды | Грунт    | Сергей Стаховский        | Джонатан Маррей Джейми Маррей              | 1-6 4-6           |
| 10. | 24 июля 2011     | Пенза, Россия                 | Хард     | Адриан Менендес-Масейрас | Арнау Брюгес-Дави Малик Джазири            | 7-6(6) 2-6 [8-10] |